# Mediterraneo Marine Park
Mediterraneo Marine Park – morski park rozrywki na Malcie. Jedną z części parku jest delfinarium. W parku zamieszkują ssaki morskie, w tym delfiny i lwy morskie, a także papugi. Zamieszkują tu również gady, płazy, pajęczaki, węże, jaszczurki, żaby, pająki, skorpiony, żółwie. Ze względu na ciepły klimat Malty, Mediterraneo Marine Park jest otwarty przez cały rok.
Codziennie pokazywane są trzy pokazy: delfinów, lwów morskich i papug. W Mediterraneo Marine Park jest możliwość wykupienia interaktywnych opcji programów, w których jest możliwość dotykania zwierząt, jak również pływania z delfinami.
Obok parku Mediterraneo Marine znajduje się park wodny Splash and Fun Park.